# Winston-Salem Open 2025
Winston-Salem Open 2025 este un turneu de tenis care se joacă pe terenuri cu suprafață dură, în aer liber. Este cea de-a 56-a ediție a Winston-Salem Open și face parte din seria ATP 250 din circuitul ATP 2025. Are loc la Wake Forest University din Winston-Salem, Carolina de Nord, Statele Unite, în perioada 17–23 august.

## Campioni

### Simplu
Pentru mai multe informații consultați Winston-Salem Open 2025 – Simplu

### Dublu
Pentru mai multe informații consultați Winston-Salem Open 2025 – Dublu

## Puncte și premii în bani

### Distribuția punctelor
| Probă  | Câștigător | Finalist | Semifinalist | Sfertfinalist | Runda 3 | Runda 2 | Runda 1 | Q   | Q2  | Q1  |
| Simplu | 250        | 165      | 100          | 50            | 25      | 13      | 0       | 8   | 4   | 0   |
| Dublu  | 250        | 150      | 90           | 45            | 0       | 0       | 0       | N/A | N/A | N/A |

### Premii în bani
| Probă  | Câștigător | Finalist | Semifinalist | Sfertfinalist | Runda 3  | Runda 2 | Runda 1 | Q2      | Q1      |
| Simplu | 109.640 $  | 62.895 $ | 36.120 $     | 20.860 $      | 11.915 $ | 7.005 $ | 4.260 $ | 2.255 $ | 1.245 $ |
| Dublu* | 42.230 $   | 22.690 $ | 13.270 $     | 7.360 $       | 4.340 $  | N/A     | N/A     | N/A     | N/A     |

*per echipă